# 無我
無我（むが、巴: anattā, アナッター、梵: अनात्मन, anātman, アナートマン, nairātmya, ナイラートミャ）は、あらゆる事物は現象として生成しているだけであり、それ自体を根拠づける不変的な本質は存在しないという意味の仏教用語。非我とも訳される。我（アートマン）とは、永遠に変化せず（常）・独立的に自存し（一）・中心的な所有主として（主）・支配能力がある（宰）と考えられる実在を意味する。全てのものにはこのような我がなく、全てのものはこのような我ではないと説くのを諸法無我という。
アナッター（無我）は生物の性質であり、加えてアニッチャ（無常、非恒常、永遠でないこと）、ドゥッカ（苦、不満足なこと）を加えて仏教の三相をなし、また三法印と四法印の1つ。これはダンマパダなど多くの経典で確認される。仏教では四諦を述べ、輪廻を脱する道があると主張する。

## 概説
釈迦が教えを説いた当時のインドでは、バラモン教（ヒンドゥー教）の哲学者たちは、我の実在の有無を始めとする形而上学的な論争をしていた。初期仏教においては、物事は互いの条件付けによって成立し存在し（縁起）、無常であり変化し続けるため、「われ」「わがもの」などと考えて固執（我執）してはならず、我執を打破して真実のアートマン、真実の自己を実現すべきとして、「我でない」（非我）と主張された。これは、「我がない」「主体がない」「霊魂がない」ということではなく、「アートマン」「我」「真実の我の姿」「私のもの」という観念が否定的に説かれたと考えられている。
しかし、その後「我がない」（無我）という解釈に発展し、人無我と法無我の二つが考えられた。人無我とは、人間という存在（有情、衆生）は五蘊が仮に和合した無常なるものに他ならないから、恒常不滅なる自我の存在、実体的な生命の主体というようなものは無いということ。法無我とは、あらゆるものは縁起・因縁によって仮に成り立っているものであるから、そのものに恒常不滅なる本体、本来的に固有な独自の本性（自性）はないということである。これは大乗仏教にも受け継がれて、般若思想では「無我」は「空」と表現された。 
ヒンドゥー教では永遠不滅・独立自存の個我、個人の本体としてのアートマンの存在を信じ、これを輪廻の主体と考える。ここで言うアートマンは、単なる個人の我としての「自我」ではなく、世界に対峙する個人の我としてのアートマンであり、よって個我と訳される。無我という言葉はウパニシャッドの atman（Sk.語 アートマン）に否定の接頭辞 an- を付けたもので、アートマンの否定の形になっているが、釈迦はウパニシャッドの形而上学的な梵我一如思想に対抗して無我（非我）を説いたのではないと考えられており、釈迦の無我説はアンチ・アートマン思想ではない。仏教では、個我を個我たらしめる要素としてのアートマンの実在を、縁起の道理によって否定し、輪廻から解放される解脱への道を示した。中村元は、初期仏教では実体としてのアートマンは認めなかったが、倫理的実践的な意味におけるアートマンはむしろ認めていたと述べている。

## 語源
Anattā（アナッター）は、パーリ語で an (否定の接頭辞) + attā (アートマン)を意味する。

## パーリ仏典

### 支配能力の否定
初転法輪にて釈迦は五蘊の無我を説き、支配能力がある（宰）我の存在を否定している。

比丘たちよ、色（Rūpa）は無我である。もし色が我であるならば、色は病気にかかることはなく、また我々は色に対して「私の色はこのようになれ、このようになってははならない 」と命じることができるはずである。

しかし比丘たちよ、色は我ではないため、色は病気にかかり、また我々は色に対して「私の色はこのようになれ、このようになってははならない 」と命じることはできない。…

（受、想、サンカーラ、識について同様に説く…）

仏教では、すべて変化する性質であり恒常不変ではないために、五蘊は我（アートマン）ではないと説く。この点はバラモン教、ジャイナ教との最大の違いである。

### 永遠性の否定
輪廻の主体については、ヒンズー教、ジャイナ教、無我を主張する仏教では見解が異なっているが、しかし仏教を含むこれら3つの宗教は共に生まれ変わりを信じており、以前のインド哲学の物質主義派とは違って、道徳的責任をさまざまな方法で強調している。インド哲学での唯物論者（たとえば順世派）は、死が終わりであるとするため終末論者と呼ばれ、死後の世界、魂、再生、カルマなどはなく、死とは生き物が完全に消滅して霧散した状態であるとしていた（断見）。
釈迦は、再生とカルマを否定した唯物論的・断滅論的な見解を批判している。釈迦は、そのような信念は道徳的無責任と物質的快楽主義を奨励しているから、不適切で危険だという。無我とは、死後の世界、再生、カルマの異熟がないことを意味するものではないから、釈迦は断滅論者とは対照的である。しかし、釈迦はまた、それぞれの人間の中には、不滅で永遠の精神的実体（アートマン）が存在するとし、この精神的実体は生物・存在・形而上学的現実の性質の一部であるとする（常見）ことで、道徳的責任を支持する他のインドの宗教とも対照的である。。

### 業、輪廻、無我
釈迦は業（カルマ）と無我の二つを基本教義としている。
釈迦は、同時代の反バラモン教的な思想家たち（六師外道）の無我に関連する思想について、人間の身体は霊魂を含む7つの集合要素から成り7要素は互いに影響なく不変とするパクダ・カッチャーヤナの無因果論、またはの唯物論（アヘトゥカディティ）、カルマの道徳的責任を否定するアジタ・ケーサカンバリンの唯物論的教義である虚無論（ナッティカディティ）、マッカリ・ゴーサーラの運命決定論である無作用論（キリヤディティ）を誤った見解（邪見）と見なして批判・否定した
釈迦は、「われ」「わがもの」などと考えて固執（我執）することを否定し（非我、無我）現実の苦悩の解決に役立たない形而上学的な問いには答えなかった（捨置記、無記）
相応部比丘尼相応ヴァジラー経においては、衆生（人）を車に例え、それは部品（＝五蘊）の集まりに過ぎないと説いてマーラを追い払ったと記載される（無我問答）。

「衆生は何者によって作られたのか、衆生の作者はどこにいるのか、
どのような状況で衆生は発生し、どのような状況で衆生は滅するのか。」 
いったい何を衆生（を衆生たらしめる原理）と信じているのか、マーラ（悪魔）よ、あなたには悪見がある。
（それは）単なるサンカーラの集合体にすぎず、衆生（を衆生たらしめる原理）は得られない。
部品の集まりによって、「車」といった呼称が起こるように、五蘊（の集まり）によって、「衆生」という世間の合意がある。